# Accent Records
Accent Records es una compañía discográfica belga con sede en Beert, especializada en música clásica. Fue fundada en 1978 por Adelheid y Andreas Glatt.

## Historia
La compañía fue creada en 1978 por Adelheid Glatt y Andreas Glatt, un constructor de instrumentos alemán. Desde sus inicios se centró en música antigua creada desde el año 1500 hasta el siglo XX, pero principalmente entre los siglos XVII y XVIII.

## Artistas
Entre los artistas que han grabado bajo este sello se encuentran:
- Luc Devos (fortepiano)
- Paul Dombrecht (oboe, director)
- Roel Dieltiens (violonchelo)
- René Jacobs (contratenor)
- Konrad Junghänel (laúd)
- Robert Kohnen (clavecín)
- Sigiswald Kuijken (violín, viola da gamba, director)
- Barthold Kuijken (flauta)
- Wieland Kuijken (violonchelo, viola da gamba)
- Marcel Ponseele (oboe)
- Raphaella Smits (guitarra)
- Liuwe Tamminga (órgano)
- Jos van Immerseel (fortepiano)
- Erik Van Nevel con Currende (conjunto vocal e instrumental)
- La Petite Bande (conjunto)
- La Colombina (grupo) (conjunto)
- Concerto Palatino (conjunto)